# علامات الحصر (ترقيم)
علامات الحصر هي:
- القوسان أو الهلالان[1]: ()
- المعقوفتان أو المعقّفان:[1] []
- الحاصرتان أو الحاضنتان[بحاجة لمصدر]: {}
- الشَارَتَان[بحاجة لمصدر]: <>
- علامة التنصيص[بحاجة لمصدر]: «»

## طريقة استخدام المعقوفتين
تُستخدم المعقوفتان في العديد من المجالات لتحديد محتوى معين أو تقديم ملاحظات توضيحية داخل النصوص. في الكتابة، يتم استخدام المعقوفتين لإضافة معلومات توضيحية داخل اقتباس لتوضيح معنى معين أو تقديم تفسير إضافي قد يكون القارئ بحاجة إليه لفهم السياق. على سبيل المثال: «وذكر المؤرخ أنها [المدينة القديمة] كانت مركزًا تجاريًا مهمًا»، هنا تم استخدام المعقوفتين حول عبارة «المدينة القديمة» لتوضيح المكان المقصود، حتى وإن لم يُذكر صراحةً في النص الأصلي.
وفي الرياضيات، تُستخدم المعقوفتان عادةً لترتيب العمليات الحسابية ولتمييز أجزاء من المعادلات المعقدة. أما في البرمجة، فالمعقوفتان تُستخدمان لتحديد عناصر القوائم أو الصفوف داخل الهياكل البيانية، حيث قد يُعبّر عن قائمة من العناصر بهذا الشكل: [1, 2, 3, 4].